# Адміралтейський арсенал
Адміралте́йський арсена́л — одна з найбільш ранніх будівель колишньої фортеці на території Херсона. Будинок зведено у 1784 р.
Всередині утвореного арсеналом двору розміщувався склад артилерійських гармат різних калібрів. Між початковими корпусами вздовж вул. Перекопської розташовані пізніші побудови: кам'яна огорожа з воротами і вбудований в неї двоповерховий кам'яний корпус.

## Історія будівництва
Арсенал будувався інженером Іваном Струговщиковим за проектом Вікентія Ванрезанта з 1784 до 1788 років. Ця найбільша споруда фортеці була сховищем артилерії, зброї та боєприпасів для армії, дислокованої в Новоросійському краю.
Первинна будівля арсеналу фланкувалася флігелями з величезними чотирьохколонними портиками, які виходили на червону лінію Палацової площі та об'єднувалися напівкруглим одноповерховим корпусом, що йшов у глибину кварталу. Зоровий простір площі розширювався, створювалася гра об'ємів арсеналу та протилежного палацу генерал-губернатора.
Оскільки вказана будівля відносилася до споруд Херсонської фортеці, її головною функцією була військова. Коли ж фортеця перестала функціонувати як військова, то всю зброю з арсеналу було вивезено.
На жаль, будівля арсеналу сильно постраждала під час землетрусу 1802 року та була перебудований в 1812 році за проектом губернського архітектора І. В. Ярославського вже в стилі ампір. На оборотній стороні заставної дошки, знайденої при ремонті арсеналу, був зроблений додатковий напис: «Перебудова 1812 року».
Надалі з'явився і третій напис, зроблений в 1884 році: «Будівлі колишнього арсеналу пристосовані для приміщення Херсонського Арештантського Виправного № 2 Відділення в царювання Благочестівейшего Государя Імператора Олександра III при Губернаторові Таємному Раднику Олександрі Семеновичі Ерделі, Архітекторами Бароном фон Штемпелем і Корфом і інженером Залеським і зайняті арештантами в жовтні 1884 р.».
Після деяких перебудов, виконаних в 1884 році для розміщення в нім арештантського виправного відділення, будівля збереглася до наших днів. При арештантському відділенні була Покровська будинкова церква, дзвони якої видно між колонами арсеналу.
У 1923 році та пізніше в будівлі арсеналу розташовувався «Херсонський будинок повіту примусових суспільних робіт» (ДОПР). В наш час[коли?] тут розміщений «Слідчий ізолятор № 28 Управлінь державного департаменту України з питань виконання покарань в Херсонській області», а також «Телецентр» і «Комітет з телерадіомовлення» (вул. Перекопська, 10).